# Hybolasius vegetus
Hybolasius vegetus är en skalbaggsart som beskrevs av Thomas Broun 1881. Hybolasius vegetus ingår i släktet Hybolasius och familjen långhorningar. Inga underarter finns listade i Catalogue of Life.